# فريدريك ألفيستاد
فريدريك ألفيستاد (بالنرويجية البوكمول: Fredrik Ulvestad)‏ (17 يونيو 1992 النرويج - ) هو لاعب كرة قدم نرويجي، يلعب كلاعب وسط.

## روابط خارجية
- فريدريك ألفيستاد على موقع الاتحاد الأوربي (الإنجليزية)
- فريدريك ألفيستاد على موقع اتحاد النرويج (النرويجية)
- فريدريك ألفيستاد على موقع اتحاد السويد (السويدية)
- فريدريك ألفيستاد على موقع اتحاد تركيا (لاعب) (الإنجليزية)
- فريدريك ألفيستاد على موقع قاعدة بيانات كرة القدم.إي يو (الإنجليزية)
- فريدريك ألفيستاد على موقع ناشيونال فوتبول تيمز (الإنجليزية)
- فريدريك ألفيستاد على موقع Soccerbase.com (لاعب) (الإنجليزية)
- فريدريك ألفيستاد على موقع Soccerway.com (الإنجليزية)
- فريدريك ألفيستاد على موقع عالم كرة القدم.نت (الإنجليزية)
- فريدريك ألفيستاد على موقع AS.com (الإسبانية)